# Odnorobiwka (wieś)
Odnorobiwka (ukr. Одноробівка) – wieś na Ukrainie, w obwodzie charkowskim, w rejonie bogoduchowskim, w hromadzie Zołocziw. W 2001 liczyła 1100 mieszkańców.